# Burghofbühne Dinslaken
Die Burghofbühne in Dinslaken ist eines der vier Landestheater in Nordrhein-Westfalen.

## Geschichte
Hervorgegangen aus einer Schauspielergruppe, die in Dinslaken, u. a. im (Burgtheater), regelmäßig spielte, um vor allem den Bergleuten Kultur zu vermitteln, wurde die Burghofbühne 1951 von Kathrin Türks gegründet und lange Jahre als Intendantin geleitet. Nach ihr wurde die Dinslakener Stadthalle benannt. Später erhielt das Ensemble den Status eines Landestheaters.
Bekannte Schauspieler des Ensembles waren bzw. sind Folker Bohnet (1950er Jahre), Hans Beerhenke (1960er Jahre), Karl Brückel, Witta Pohl und Eva Mattes.
Im Dezember 2015 wurde die Burghofbühne vom Deutschen Kulturrat auf Die Rote Liste gesetzt und in die Kategorie 1 (von Schließung bedroht) eingestuft.
Seit Anfang 2004 war Thorsten Weckherlin Intendant der Burghofbühne, er löste seinen Vorgänger Christian Alexander Schell ab.

## Burghofbühne Heute
Zur Spielzeit 2014/2015 übernahm Mirko Schombert die Intendanz.
Das Theater ist zwar mit etwa 20 festangestellten Beschäftigten das kleinste, jedoch auch das wirtschaftlichste der vier Landestheater in Nordrhein-Westfalen, da es eigenen Angaben zufolge 32 % seines Etats selbst erwirtschaftet. Das Ensemble spielt neben der Hauptspielstätte auch Gastspiele in über 120 Gemeinden in ganz Nordrhein-Westfalen um auch die Bevölkerung in kleineren Orten mit der Theaterkultur zu versorgen.
Das Repertoire der Burghofbühne reicht von klassischen Schauspielen wie Shakespeares Die lustigen Weiber von Windsor über moderne Werke wie Die Klatschmohnfrau von Noëlle Châtelet bis hin zu Stücken aus dem Kinder- und Jugendtheater wie Steht auf, wenn ihr Schalker seid.